# 喻國雄
喻國雄，藝名喻族雄，台灣京劇演員，工小生，拜師葉盛蘭的弟子馬玉琪，研究生文化。
復興劇藝實驗學校（現在的國立台灣戲曲學院內湖校區）「族」字科班出身，中國文化大學戲劇學系中國戲劇組學士，佛光大學藝術學研究所碩士。
他目前為國立台灣戲曲學院京劇學系的專任教師，培養許多學京劇小生。
他曾於其妻張旭南的歌仔戲導演作品《重返鯉魚潭》、《蘭陵王》、《將軍寇》擔任副導演。哈哈哈